# Пилея пеперомиевидная
Пилея пеперомиевидная (лат. Pilea peperomioides) — вид многолетних растений рода Пилея (Pilea) семейства Крапивные (Urticaceae), происходящий из Южно-Центрального Китая.
Это прямостоячий вечнозеленый многолетник высотой до 30 см и более с мясистыми, округлыми, длинночерешковыми среднезелеными листьями длиной до 10 см. Цветки крошечные, бледно-зеленые, иногда с розовым оттенком.

## Название
Родовое латинское название Pilea происходит от лат. pileus, — «фетровая шляпа» или «колпак, кепка», из-за устойчивой чашечки, покрывающей плод.
Видовой латинский эпитет peperomioides указывает на внешнее сходство растения с некоторыми видами рода Пеперомия.

## Ботаническое описание
Многолетние корневищные травянистые растения, голые, часто двудомные, иногда однодомные. Стебли от зеленоватых до темно-коричневатых, часто простые, прямостоячие, восходящие или лазящие, высотой 15-40 см и диаметром 0,6-2 см, у основания одревесневшие, с междоузлиями 0,3-1 см, шероховатые. Листовые рубцы заметные, полуокруглые, диаметром 3-4 мм; листья спирально супротивные, скученные на верхних узлах. Прилистники стойкие, светло-зеленые, при высыхании буроватые, треугольно-яйцевидные, хвостато-заостренные, чешуйчатые, длиной 7-12 мм, с густыми линейными цистолитами. Черешок неравной длины, 2-17 см; листовая пластинка абаксиально бледно-зеленая, адаксиально зелёная, щитковидная, неравного размера, 2,5-9 × 2-8 см, сочная, 3-жилковая, с 3 или 4 боковыми жилками на каждой стороне, незаметными, с многочисленными наружными вторичными жилками. 

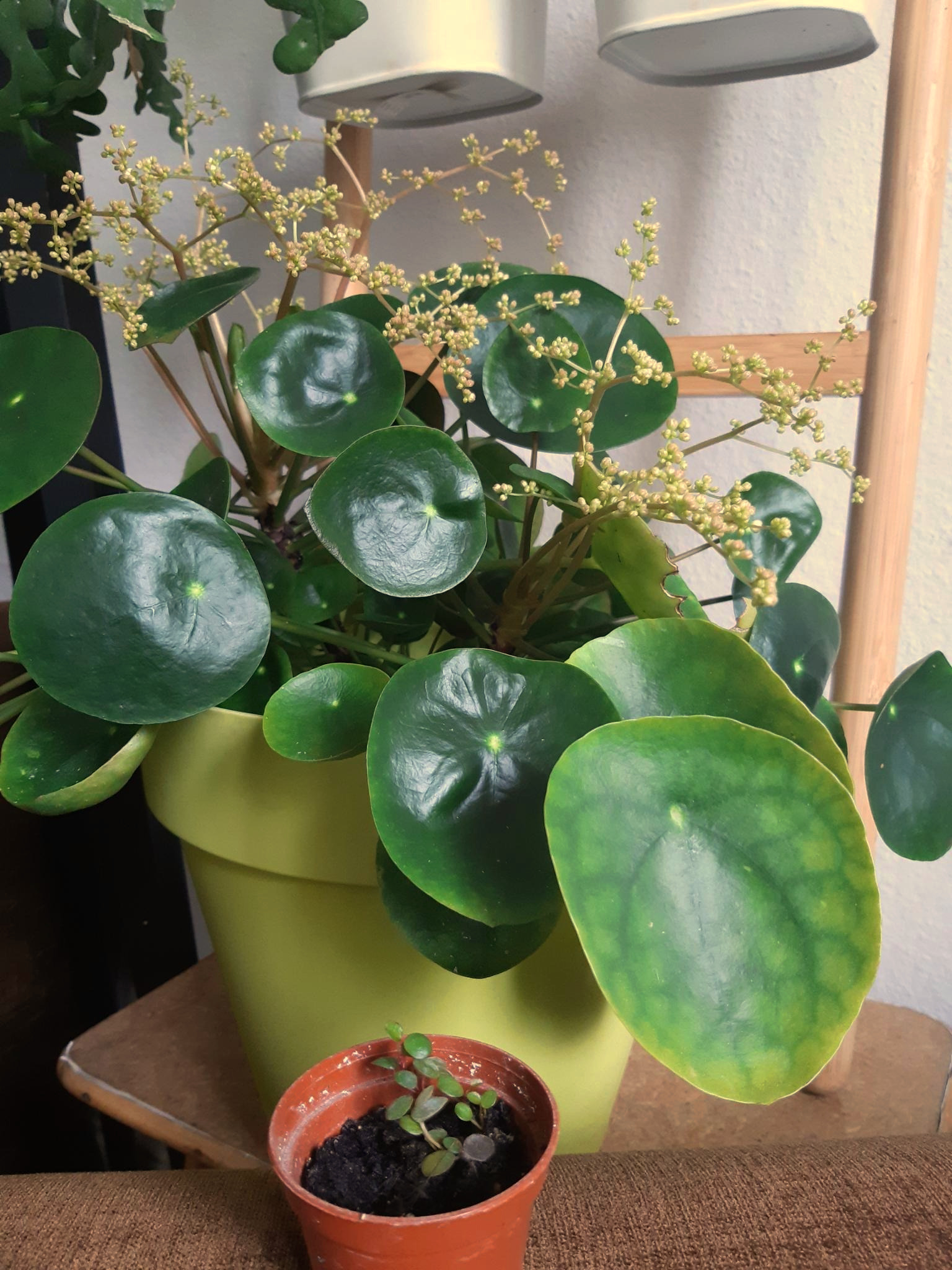
Цветение

Соцветия одиночные в верхних узлах, мужское соцветие в кистевидной метелке длиной 18-28 см, цветонос толстый, 5-14 см; прицветники ланцетные, ок. 0,5 мм; женские соцветия короче. Мужские цветки пурпурные, на цветоножке, в бутоне обратнояйцевидные, ок. 2,5 мм; доли околоцветника 4, обратнояйцевидные, сросшиеся в основании; тычинки 4; рудиментарная завязь продолговатая. Женские доли околоцветника неравные, в 2 раза длиннее семянки. Семянка пурпурная, широкояйцевидная, ок. 0,8 мм, слегка сжатая, косая, бородавчатая, окружена стойким околоцветником.

## Интродукция
Интродуцирован на территории Бельгии.

## Таксономия
Pilea peperomioides Diels, первое упоминание в Notes Roy. Bot. Gard. Edinburgh 5: 292 (1912).